# Ca l'Abella
Ca l'Abella és una obra de Girona inclosa a l'Inventari del Patrimoni Arquitectònic de Catalunya.

## Descripció
És un edifici de planta allargassada, de planta baixa i d'un pis i se l'adossa un cos de planta baixa i dos cossos. Cobert per teulada a dues vessants amb carener paral·lel a la façana. Obertures diverses de llinda planera i de llinda recta i alguns balcons. La façana lateral esquerra té una composició simètrica entre un balcó central i les finestres que el flanquegen. El teulat li fa de frontó.
La façana lateral dreta també està composta simètricament per tres finestres per planta. Es remata amb galeria de finestres d'arc rebaixat, que giren a la façana principal. A la façana posterior es troba una terrassa en tota la llargada de l'edifici i amb obertures de diversa mena: de llinda planera en planta baixa i primer pis. La cantonada esquerra de la façana principal i a la dreta una garita cantonera de guaita. El conjunt té una pallissa d'obra, de tres pilars a façana. Teulat a l'aigua vers la part posterior. Ara està tapiat a nivell de la planta baixa.

## Història
Segons les dates que hi figuren podria ésser dels anys 1859 i 1866.